# Vanheerdea
Genre
Classification phylogénétique
Vanheerdea L.Bolus ex H.E.K.Hartmann est un genre de plante de la famille des Aizoaceae.
Vanheerdea L.Bolus ex H.E.K.Hartmann, in Bradleya 10: 15 (1992)
Type : Vanheerdea roodiae (N.E.Br.) H.E.K.Hartmann (Rimaria roodiae N.E.Br.)

## Liste des espèces
- Vanheerdea primosii (L.Bolus) L.Bolus ex H.E.K.Hartmann
- Vanheerdea roodiae (N.E.Br.) L.Bolus ex H.E.K.Hartmann